# Plaza España Isabel La Católica

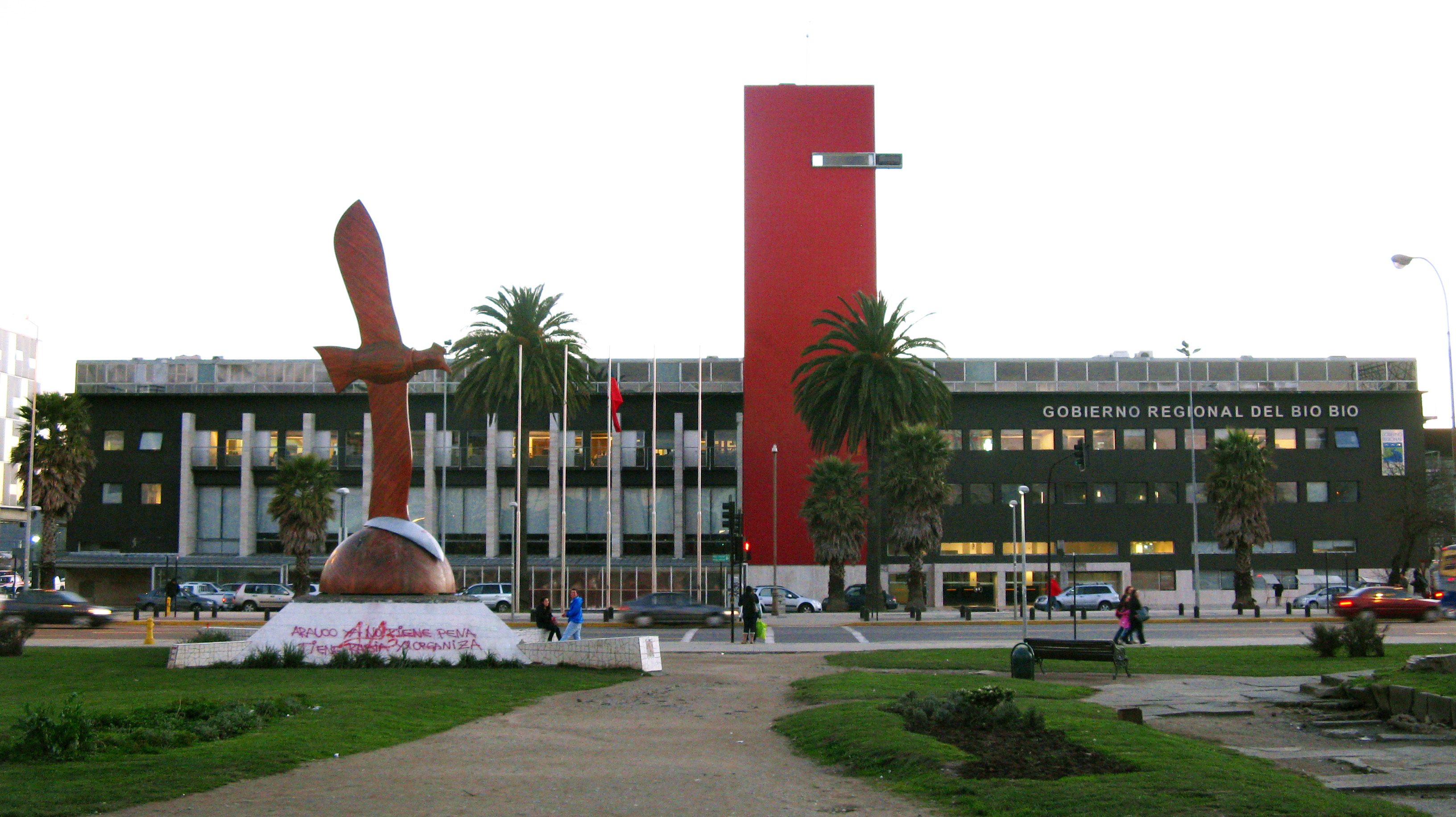
Imagen de la Plaza España en julio de 2012, con vista hacia el edificio del GoRe Biobío, emplazado en la antigua Estación Central de Concepción y perteneciente al Barrio Cívico de Concepción, ubicado al otro lado de la Avenida Arturo Prat.

La plaza España Isabel La Católica, conocida comúnmente como plaza España, es una plaza ubicada en el Barrio Cívico de Concepción, en la ciudad de Concepción, Chile. Marca el punto de inicio de la calle Barros Arana y está paralela a la Avenida Arturo Prat, frente a la Intendencia de la Región del Bío-Bío, donde antiguamente se situaba la Antigua Estación Central. Fue construida en 1942 e incorporada en el plano regulador de la ciudad el año 1940, luego del Terremoto de Chillán de 1939. Su odónimo es honorífico a las relaciones entre Chile y España y en conmemoración a la reina Isabel I de Castilla. 
También se sitúa en el núcleo del Barrio Estación, uno de los principales barrios bohemios de esta ciudad, donde se encuentran principalmente pubs, bares y discotecas.
En la Plaza España hay una escultura de una gran veleta con forma de cóndor de madera, construida por estudiantes de la Universidad del Bío-Bío.
Durante la semana la plaza permanece con relativamente pocas personas. Sin embargo, durante las noches de los fines de semana, se llena de jóvenes y de locomoción colectiva.